# Indicatif régional 605

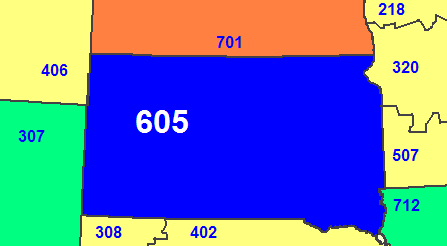
Indicatif téléphonique du Dakota du sud.

L'indicatif régional 605 est l'indicatif téléphonique régional qui dessert la totalité de l'État du Dakota du Sud aux États-Unis.
L'indicatif régional 605 fait partie du Plan de numérotation nord-américain.

## Historique
Cet indicatif date de 1947 et est l'un des indicatifs originaux du Plan de numérotation nord-américain.